# Grimms Märchen von lüsternen Pärchen
Grimms Märchen von lüsternen Pärchen («Los cuentos de hadas de los Grimm sobre parejas lujuriosas» en alemán) es una película de comedia erótica de Alemania Occidental de 1969 dirigida por Rolf Thiele y protagonizada por Marie Liljedahl, Eva Rueber-Staier e Ingrid van Bergen. La película le da un giro erótico a tres cuentos de hadas clásicos, Blancanieves, La Cenicienta y La bella durmiente. Fue parte de un declive en la carrera de Thiele, quien a principios de la década todavía había sido un director de cine convencional, pero cada vez más se encontraba haciendo comedias eróticas de bajo presupuesto.
Fue realizado en los Emelka Studios de Múnich.

## Argumento
Dos artesanos torpes que están en sus años de aprendizaje itinerante y que, entre otras cosas, pasan esencialmente las mismas experiencias de Hans im Glück (uno de los personajes de los hermanos Grimm), forman el hilo conductor del filme. Conocen a Blancanieves, que prefiere trepar desnuda sobre una roca, siendo perseguida por la malvada reina roja, a la que también le gusta estar desnuda. La siguiente parada es el castillo encantado de la Bella Durmiente. Esta niña dormida solo puede ser despertada temporalmente de su sueño cercano a la muerte con un beso, pero por lo demás solo con el coito puede ser liberada permanentemente de su sueño mágico. Pero debido a que los artesanos resultan impotentes, la pobre niña vaga por el bosque de cuento de hadas, rogando a personas y animales por igual que la ayuden en este sentido a tener relaciones sexuales. La tercera gran historia es la de La Cenicienta con sus malvadas hermanastras. 

## Reparto
- Marie Liljedahl como Blancanieves.
- Eva Rueber-Staier como La Cenicienta.
- Ingrid van Bergen como Reina.
- Gaby Fuchs como La bella durmiente.
- Kitty Kino como Primera hermanastra de Cenicienta.
- Evelyn Dutree como Segunda hermanastra de Cenicienta.
- Walter Giller como Hans I.
- Peter Hohberger como Heinz.
- Hugo Lindinger como Agricultor.
- Isolde Stiegler como Anciana.
- Roswitha Birkle como Jorinde.
- Milos Gvozdich como Príncipe.
- Stefan Seitz como Joringel.

## Crítica
Ein unter der groben Hand Thieles total mißglückter Versuch, nach Motiven aus Grimms Märchen Sex- und Horror-Rummel zu parodieren. In Bild und Dialog voller ordinärer Anzüglichkeiten.
Un intento totalmente fallido bajo la mano áspera de Thiele de parodiar el sexo y el horror basado en motivos de los cuentos de hadas de Grimm. Lleno de personalidades vulgares en imagen y diálogo.
Lexikon des internationalen Films

Rolf Thiele gelang es, die gängigsten deutschen Märchen in eine ermüdende und oft peinliche, weil vor allem geistlose Sexschau zu verwandeln, die psychologisch auf einiges schließen läßt. Nicht zu empfehlen.
Rolf Thiele logró transformar los cuentos de hadas alemanes más comunes en un espectáculo agotador y, a menudo, vergonzoso, sobre todo por el sexo sin sentido, que psicológicamente sugiere mucho. No recomendable.
Evangelischer Filmbeobachter